# 't Smidje
't Smidje je singl belgické kapely Laïs v nizozemštině z roku 1998.
Jedná se o tradiční píseň, která má svůj původ ve vlámské středověké hudbě. Stejný text již dříve zhudebnili Miek a Roel & Roland v písni Wie wil horen. Píseň se proslavila mimo jiné ve Španělsku a v Polsku, kde je známá jako Taniec Belgijski (Belgický tanec). V roce 2008 slavila tato klasická píseň Laïs desetileté setrvání v žebříčku 100 na 1 Radia 1 a stala se nejhranější písní na světě. Tentýž rok se umístila na 42. místě, což je o 11 míst lepší výsledek než o rok dříve, v roce 2011 byla na 65. místě a v roce 2012 na 83. místě.
Druhou písní na jejich debutovém singlu byla De wereld vergaat, píseň se objevila na stejnojmenném albu z roku 1998.
V roce 2020 natočilo gruzínské trio Mandili coververzi 't Smidje.

## Umělci podílející se na tvorbě
- producent:
  - Erwin Libbrecht
- hudebníci:
  - Annelies Brosensová (zpěv)
  - Bart De Cock (dudy, nyckelharpa)
  - Dirk Verhegge (elektrická kytara)
  - Erwin Libbrecht (kytara)
  - Hans Quaghebeur (akordeon, Niněra, klavír)
  - Harlind Libbrecht (cimbál, mandolína)
  - Jacques Vandevelde (harfa)
  - Jorunn Bauweraertsová (zpěv)
  - Mario Vermandel (basová kytara)
  - Nathalie Delcroixová (zpěv)
  - Peter Libbrecht (housle)
  - Philippe Mobers (bicí souprava, bicí nástroj)